# شايب (السبرة)

تعديل مصدري - تعديل

شايب هي إحدى قرى عزلة زبيد بمديرية السبرة التابعة لمحافظة إب، بلغ تعداد سكانها 386 نسمة حسب تعداد اليمن لعام 2004.